# DC Power Football Club
Le DC Power FC est une franchise féminine de soccer américaine basée à Washington DC qui évolue en USL Super League.

## Histoire
Alors qu'une franchise de NWSL, le Spirit, évolue à Washington depuis plusieurs années, l'USL Super League crée une franchise concurrente lors de son lancement. Les deux équipes disputent d'ailleurs leurs matches à domicile au Audi Field.
La franchise attire notamment comme investisseurs les athlètes professionnels Josiah Gray, Angel Reese et Hendrix Lapierre.
La première joueuse à signer au DC Power est Jorian Baucom. Dans son équipe pour la saison inaugurale en 2024-2025, le club compte notamment l'internationale philippine Katrina Guillou et l'internationale camerounaise Jeannette Ngock Yango. L'ancien joueur français du DC United Frédéric Brillant est nommé entraîneur.
Pour son premier match, le Power s'incline 1-0 sur le terrain du Carolina Ascent.